# Parafia Świętego Jana Chrzciciela w Załężu
Parafia św. Jana Chrzciciela w Załężu − parafia rzymskokatolicka znajdująca się w diecezji rzeszowskiej w dekanacie Dębowiec. Erygowana w 1326 roku.
Parafia ma zabytkowy kościół wybudowany w latach 1753–1760, po pożarze poprzedniego. Kościół jest orientowany, zbudowany z drewna modrzewiowego na murowanym fundamencie, konsekrowany przez przemyskiego biskupa pomocniczego Michała Sierakowskiego 7 października 1783.  
Nowy, murowany kościół parafialny w Załężu został zbudowany w latach 1989–2000, konsekrowany 10 września 2000 przez biskupa rzeszowskiego Kazimierza Górnego.
Parafia obejmuje Załęże oraz Wolę Dębowiecką z kościołem  filialnym pw. Trójcy Świętej.

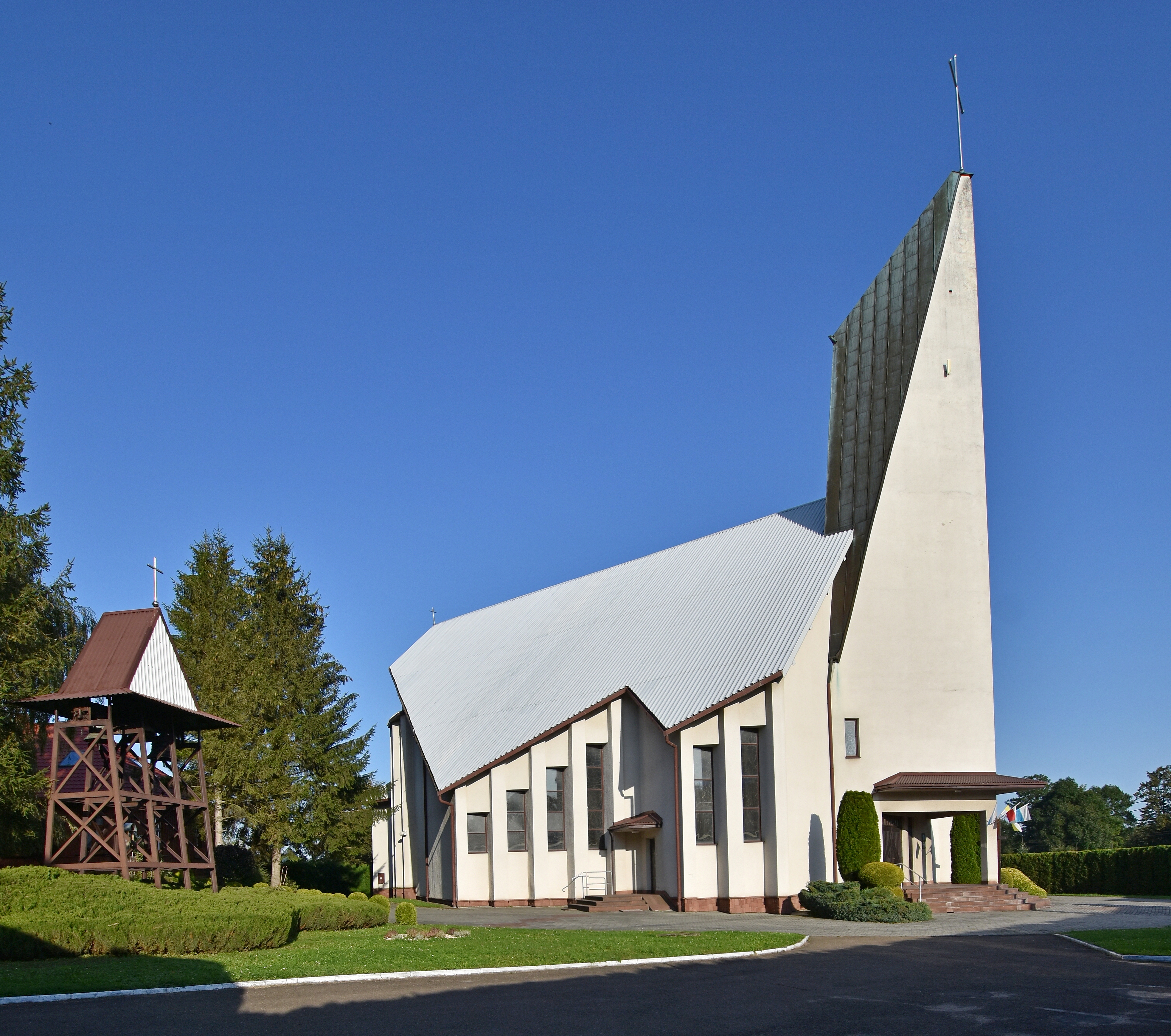
Kościół parafialny w Załężu
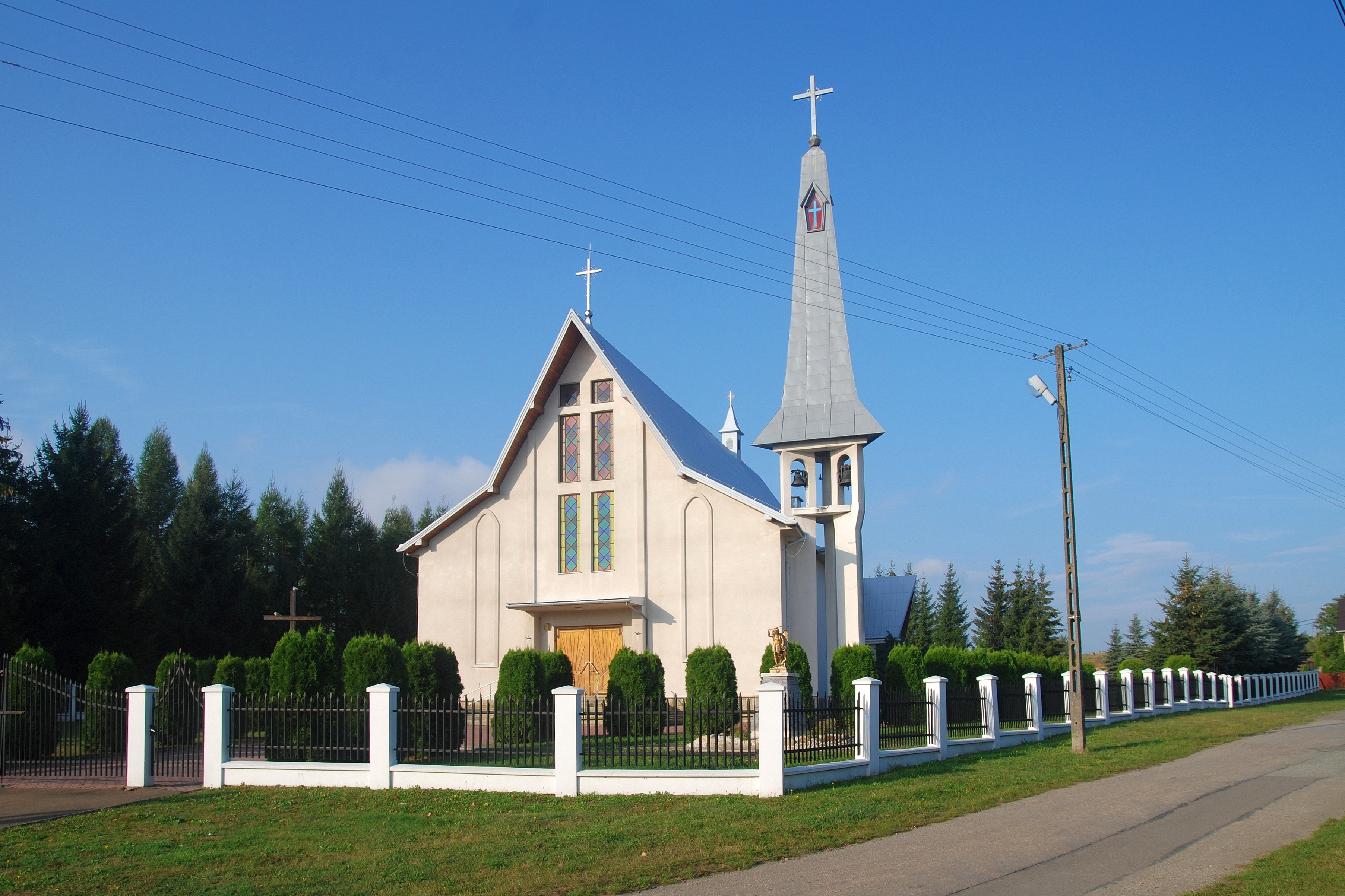
Kościół filialny w Woli Dębowieckiej